# Bogusław Wróblewski
Bogusław Wróblewski (ur. 1955 w Lubartowie) – krytyk, badacz literatury i mediów, redaktor, tłumacz. Absolwent i od 1977 r. pracownik naukowo-dydaktyczny Uniwersytetu Marii Curie-Skłodowskiej w Lublinie (do 2020). Założyciel (1980) i redaktor naczelny „Akcentu”. Współzałożyciel (1994) i prezes Wschodniej Fundacji Kultury „Akcent”.

## Życiorys
Debiutował w 1973 wierszem w „Kamenie”. Opublikował m.in. zbiór szkiców pt. „Wydziedziczenie i kompleksy” (1986), rozprawę „Die Problematik Ostmitteleuropas in literarischen Zeitschriften in Polen” (1996), krytyczną edycję „Wierszy zebranych” Zbigniewa Chałko (1997) i Wacława Oszajcy (2003), antologię „Lublin - miasto poetów” (2012/2013, 2016) i antologię młodej liryki węgierskiej „Jeszcze bliżej” (2012); jest współredaktorem „Pism” Danuty Mostwin (2003) oraz pracy zb. na temat Isaaca B. Singera (2005) i redaktorem pierwszej zbiorowej monografii twórczości Ryszarda Kapuścińskiego (2008), a także autorem ponad stu publikacji w pracach zbiorowych i czasopismach (również w Niemczech, USA, na Ukrainie i na Węgrzech). Współautor międzynarodowego opracowania twórczości emigrantów z Europy Środkowej (Exile and Return of Writers from East-Central Europe, Berlin - Nowy Jork, 2009). Tłumaczył poezję z niemieckiego i rosyjskiego (piosenki Włodzimierza Wysockiego). Pomysłodawca i koordynator wieloletnich projektów realizowanych przez „Akcent” i Wschodnią Fundację Kultury, m.in. „Na pograniczu narodów i kultur” (od 1987), „Twórcy za granicą – polskie rodowody, polskie znaki zapytania”, „Czytanie Ukrainy”. W latach 1998–2005 członek Rady Programowej Polskiego Radia S.A. w Warszawie. Od 2011 r. wiceprzewodniczący, a od 2014 r. do lutego 2016 r. przewodniczący, rady nadzorczej Radia Lublin S.A. W latach 2016–2017 koordynator cyklu spotkań z wybitnymi pisarzami z Polski i krajów sąsiednich Światło literatury, organizowanego w warszawskich Łazienkach Królewskich. Członek polskiego Pen Clubu. Redaktor serii wydawniczej Biblioteka Siedemsetlecia (2015–2019) przygotowanej z okazji jubileuszu Lublina. Wspólnie z Łukaszem Janickim zredagował (oraz opatrzył wstępem i suplementem) obszerną antologię Na pograniczu narodów i kultur. Polska – Europa – Ameryka (Czytelnik 2020) zawierającą publikowane w ciągu 40 lat istnienia „Akcentu” – dziś już klasyczne – szkice, eseje i artykuły dotyczące pogranicza kulturowego.

## Nagrody i odznaczenia
- Złoty Krzyż Zasługi (1990)
- Krzyż Kawalerski Orderu Odrodzenia Polski (2005)
- Nagroda Fundacji Polcul (2006)
- Honorowy Obywatel Miasta Zwierzyniec (2008)
- Nagroda Miasta Lublin za całokształt osiągnięć w dziedzinie kultury (2010)
- Brązowy Medal „Zasłużony Kulturze Gloria Artis” (2010)
- Medal Komisji Edukacji Narodowej (2012)
- Medal Unii Lubelskiej (2017)
- Srebrny Medal „Zasłużony Kulturze Gloria Artis” (2018)
- Krzyż Wolności i Solidarności (2019)[40][41]
- Medal Zasłużony dla Miasta Lublin (2020)[42]
- Węgierski Złoty Krzyż Zasługi (2020)[43]